# Ans. Andur
Ans. Andur — эстонская инди-рок группа, образованная в 2002 году в Пайде.

## История
Мадис Аесма и Герт Паювяли были партнёрами в Kirssidega Paide Kultuurimaja с Роозой Оокуль и PillSkill. Но двое последних перестали быть им интересны. Так Аесма и Паювяли решили сами создать свою группу. В неё вошли 5 участников. Михель Кирсс и Мадис Кирсс были братьями, и были частью другой группы в Пайде, и вскоре они присоединились к группе Ans. Andur. Также к ним добавился Каарел Кирсс и сами организаторы группы Мадис Аесма и Герт Паювяли. "Andur' в переводе с эстонского означает "детектор", а "Ans." сокращённо от "ансамбль". В 2005 году Каарел Кирсс покинул группу.
Первые серьёзные попытки сотрудничества между Мадисом Аесма и Гертом Паювяли были с демо альбомом, и при помощи Вильяром Саарсалу в летней резиденции родителей Аесмы в Коорди. Вскоре они устроили концерты и приняли участие в конкурсе студенческих оркестров Тарту. К моменту успеха "Liiklusummikud", взятого из альбома Teie Kangelased, группа уже превратилась в трио, а на более позднем этапе-в квинтет.
Альбом 1 peatus enne Viljandi kesklinna был выпущен в 2002 году. Альбом "Asfaldilapsed" привлек внимание слушателей, когда был выложен в Интернет в 2004 году. Вскоре они записали новую продукцию с Иво Этти и записали в Эстонской академии музыкальной студии.
В 2005 году группа появилась на эстонском телевидении и также подписалась на SekSound Records и реализовалась в Tuled Peale in 2005, Topeltvikerkaar in 2007 and Kiletron in 2009 под лейблом. Каарел Кирсс, участник группы с 2002 года, был зачислен в 2005 году в альбоме Tuled Peale, но в скоро времени он покидает группу.
16 февраля 2011 года, группа представляет песню "Lapsed ja Lennukid" ("Дети и самолёты") в национальном отборе на конкурс песни Евровидение 2011 Eesti laul 2011. Они заняли 9-е место в первом полуфинале и не смогли пройти в финал. Группа также принимала участие в различных мероприятиях, в первую очередь AKEMUASPOON и выпустила альбом Kõverad в 2012 году.

## Участники
- Мадис Аесма – бас-гитара, вокал
- Михель Кирсс – гитара, клавишные, вокал
- Герт Паювяли – гитара, бас-гитара
- Мадис Кирсс – ударные, вокал

Выбывшие участники
- Каарел Кирсс

## Дискография

### Студийные альбомы
- 2002: Teie kangelased
- 2004: Asfaldilapsed
- 2005: Tuled peale
- 2007: Topeltvikerkaar
- 2009: Kiletron
- 2012: Kõverad
- 2015: Öine Bingo
- 2018: Roheline meri
- 2021: Uus palav päev

### Сборники
- 2002: 1 peatus enne Viljandi kesklinna
- 2007: Kohalik ja kohatu 2: Сборник эстонской независимой музыки
- 2009: Eesti pops
- 2010: Kohalik ja kohatu 3: Сборник эстонской независимой музыки
- 2011: Külmkõlad: 9 творческая преданность композитору Арво Пярту
- 2011: Eesti pops 2